# Dongfeng Aeolus A60
Dongfeng Fengshen/Aeolus A60 — выпускаемая с 2011 года в Китае модель Nissan Bluebird Sylphy второго поколения.
Производится под брендом Aeolus (до 2019 года — Fengshen) компании Dongfeng Motor Corporation.
С 2017 года также продаётся электроверсия Dongfeng Fengshen A60 EV / Aeolus E70.
С 2022 года электроверсия собирается в России компанией «Моторинвест» под названием Evolute i-PRO.

## История
Модель представляет собой модель Nissan Bluebird Sylphy второго поколения, но с немного изменённым оформлением передней и задней части.
Впервые была показана на автосалоне в Гуанчжоу в 2011 году, производство началось в декабре 2011 года, продажи начаты в марте 2012 года.
В 2015 году произведён фейслифт — модель получила новую решётку радиатора и фары, отличные от Nissan Sylphy.
В 2014 году под названием Dongfeng Fengshen A60 EV также была представлена электроверсия, в продажу запущенная с 2017 года. Электромотор мощностью в 110 кВт или 150 л. с. с 260 Нм крутящего момента обеспечивает разгон до 100 км/ч — за 9,5 секунды. Максимальная скорость ограничена в 150 км/ч. Батарея имеет емкость в 53 кВт⋅ч и позволяет проехать порядка 420 км на одной зарядке.
В 2019 году со сменой названия суббренда модель и её электроверсия сменили название на Aeolus, при этом электроверсия сменила и цифровой индекс, став Aeolus E70 и получила небольшой фейслифт — закрытую решётку радиатора, чтобы отличает внешний вид от бензиновой версии.
В августе 2022 года произведён рестайлинг электроверсии — Aeolus E70 Pro, новый дизайн передней и задней части. 
Осенью 2022 года сборка электроверсии началась в России под названием Evolute i-PRO бренда Evolute завода «Моторинвест» в Липецкой области.
В начале 2023 года, в Нижнем Новгороде был запущен уникальный для России проект — электротакси. Для города закупили 180 электромобилей Evolute i-PRO, для зарядки размещено 44 зарядные станции (по состоянию на 31 января 2023 года). (ранее электромобили использовались в такси, например, ещё в 2012 году пять автомобилей LADA Ellada использовались как такси в Кисловодске)

## Галерея

2011-2016
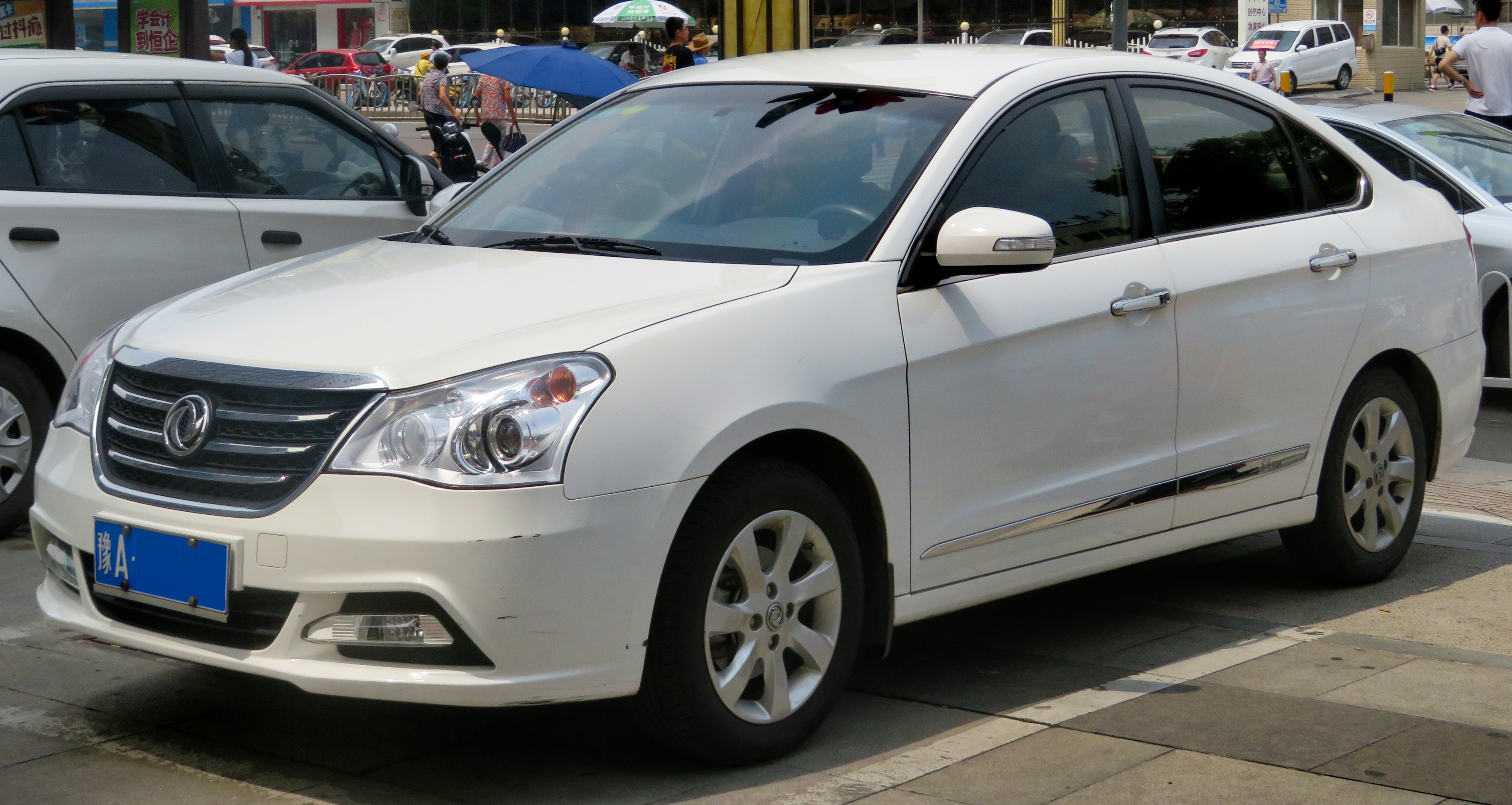
Вид спереди
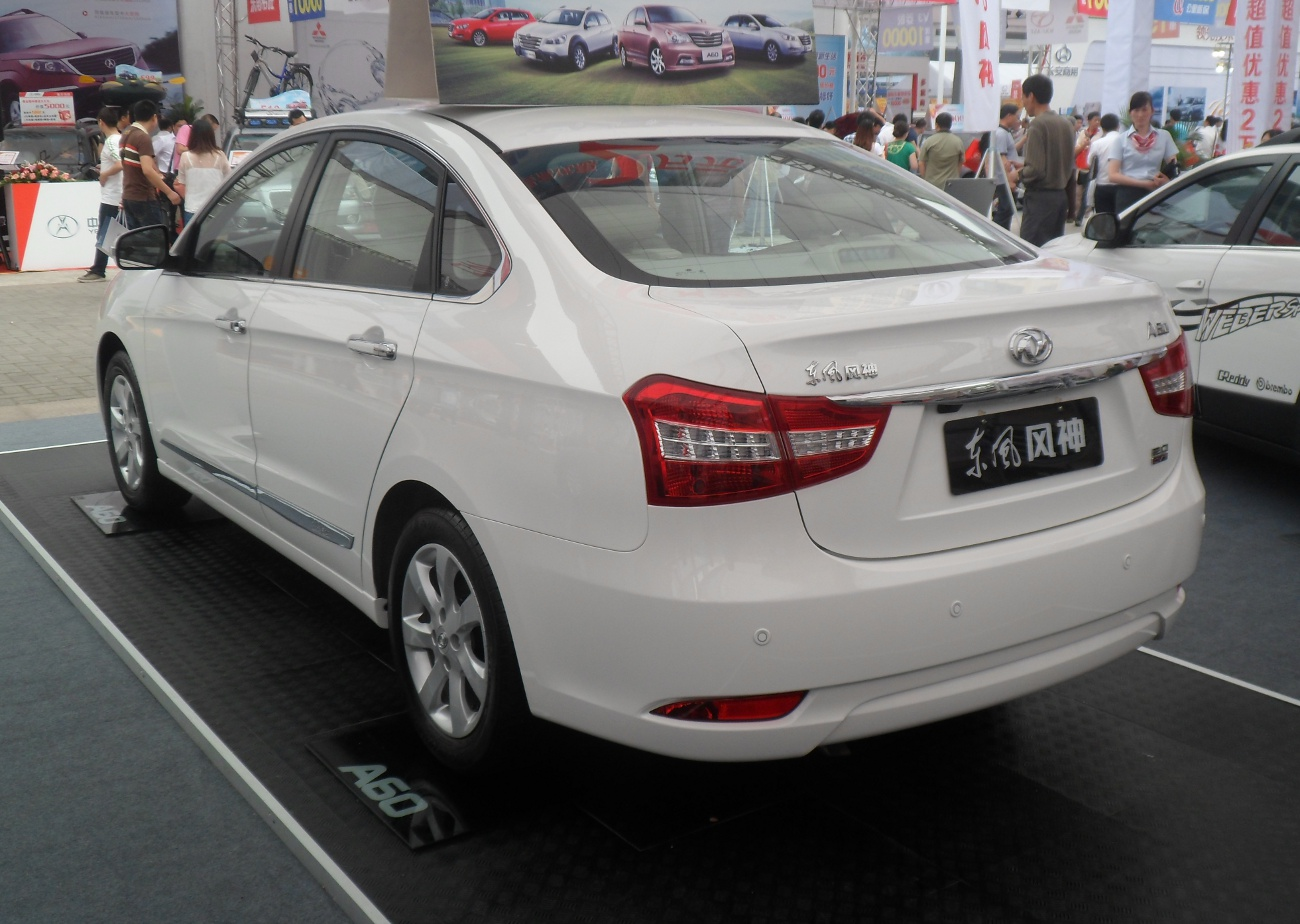
Вид сзади

2015 - н.в.
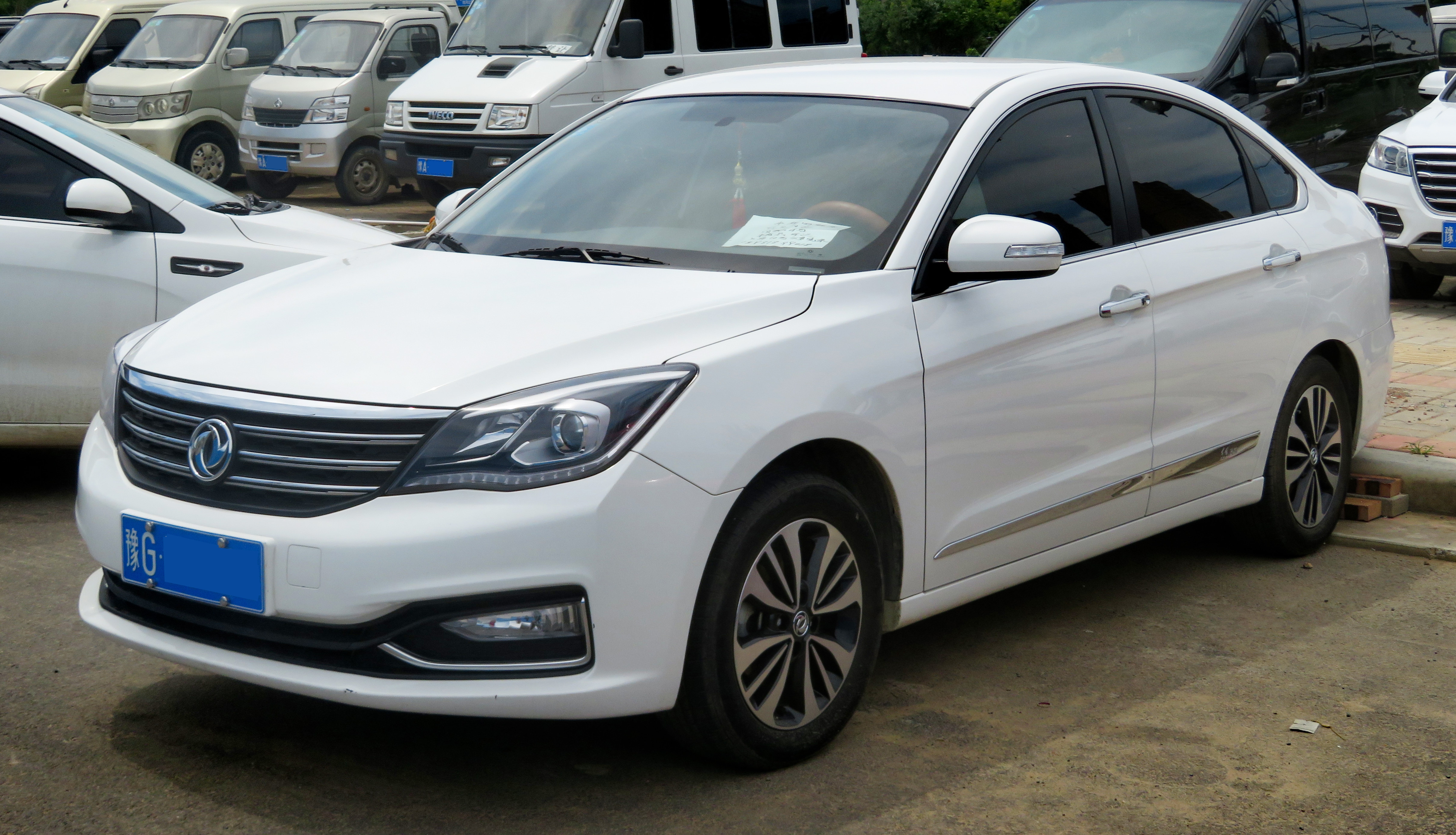
Вид спереди
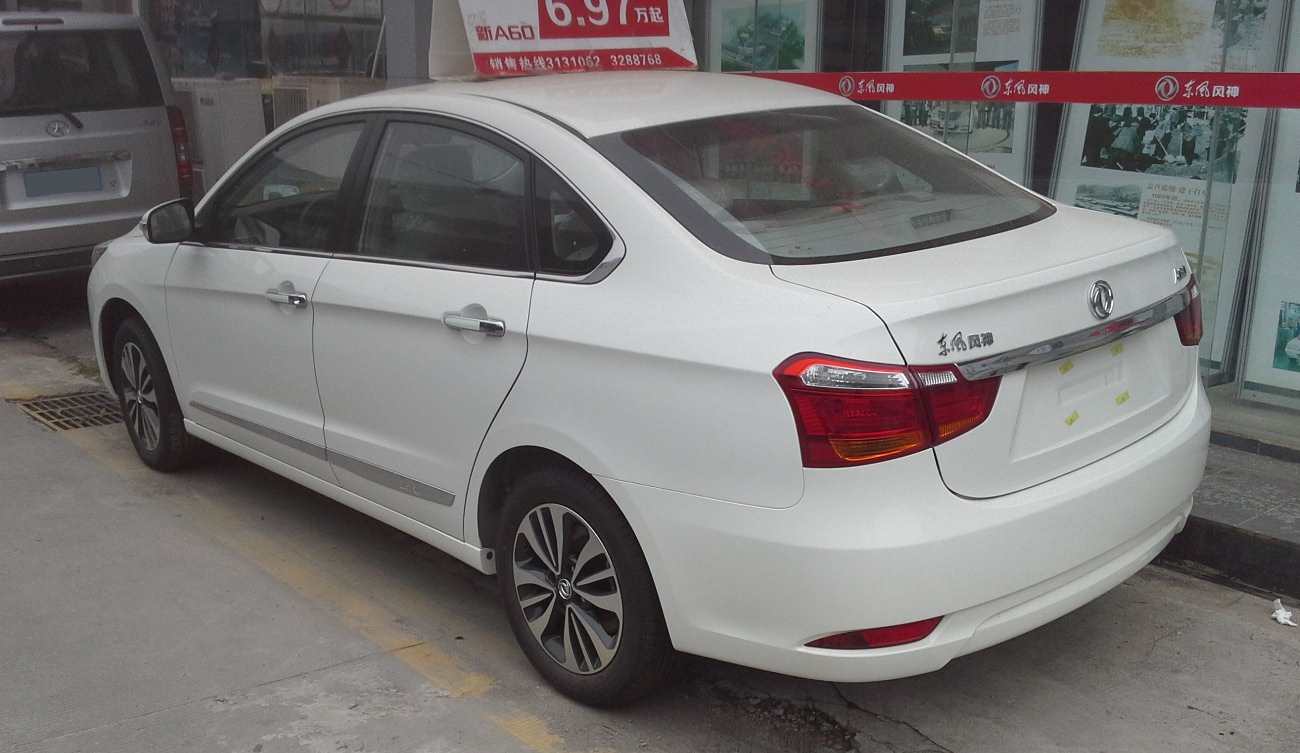
Вид сзади

Электроверсии
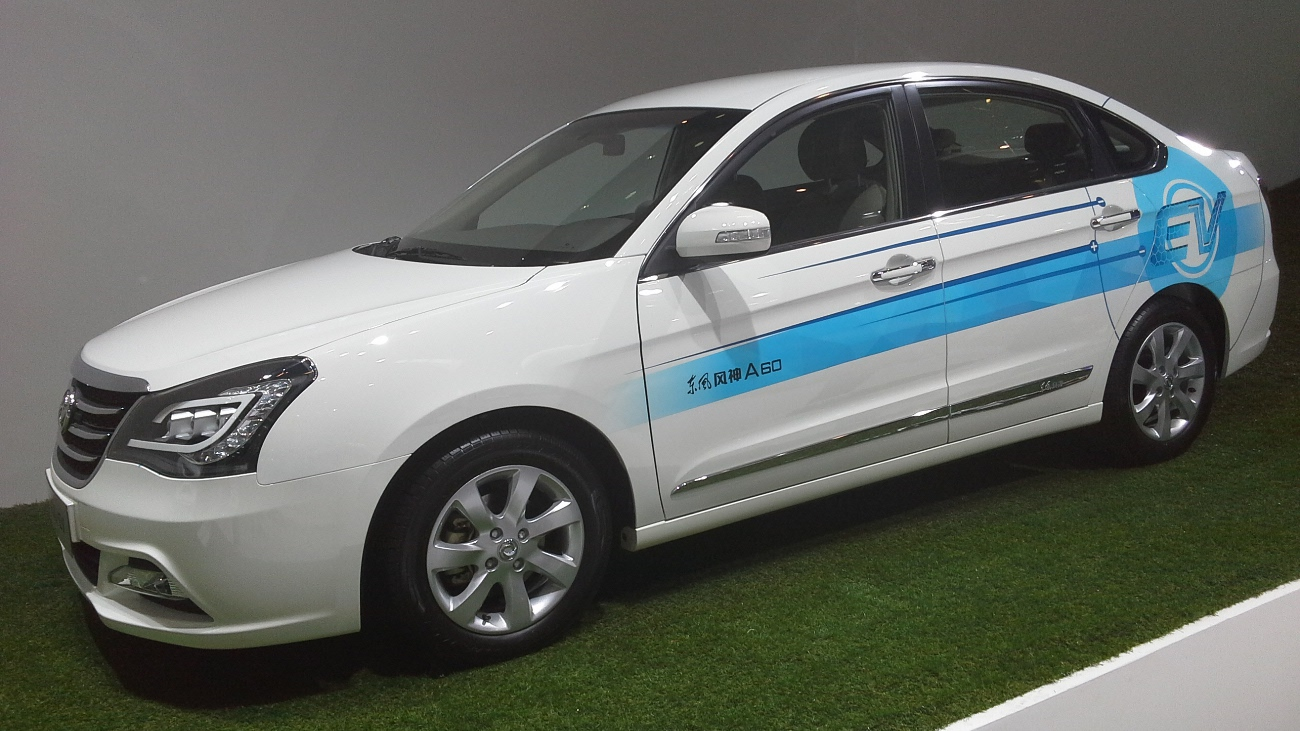
Fengshen A60 EV Concept, Пекинский международный автосалон, март 2014 года
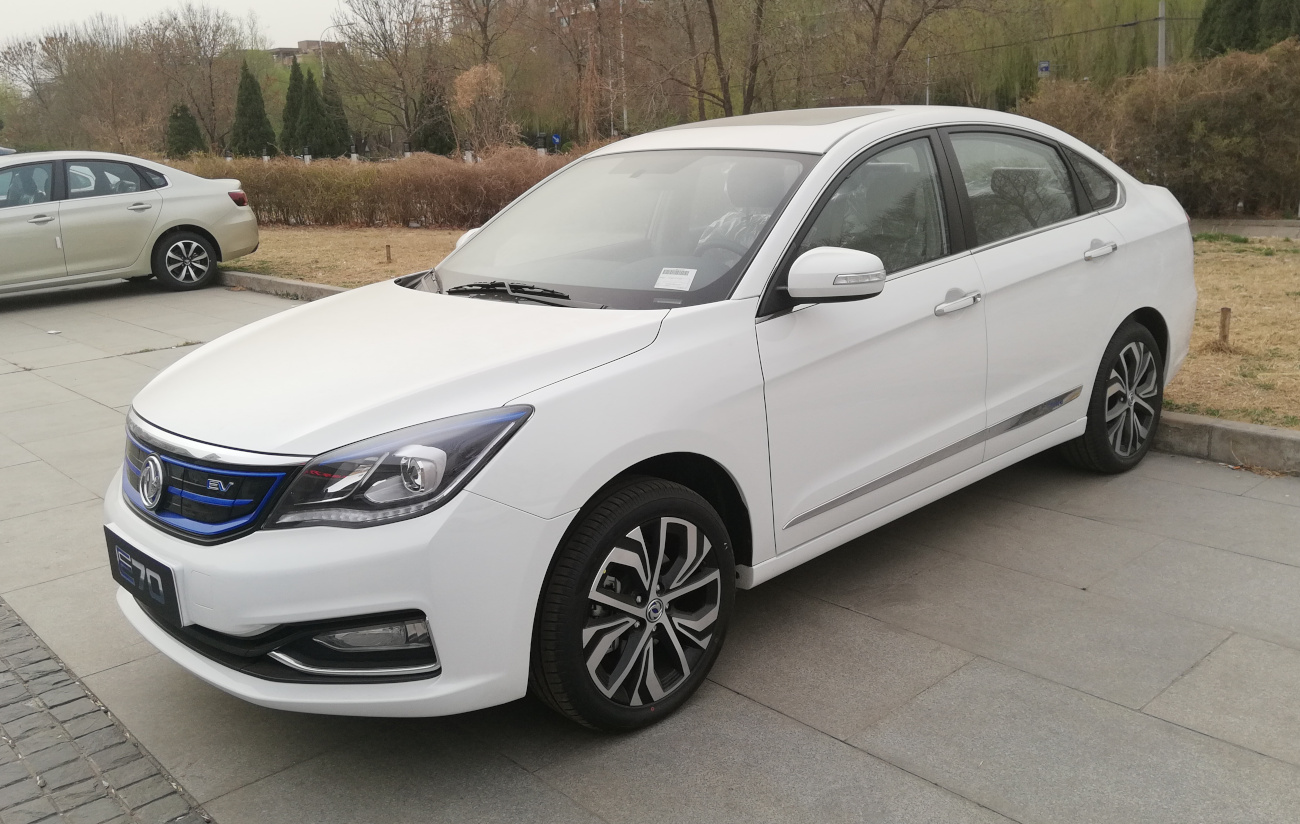
Fengshen A60 EV, 2017-2019
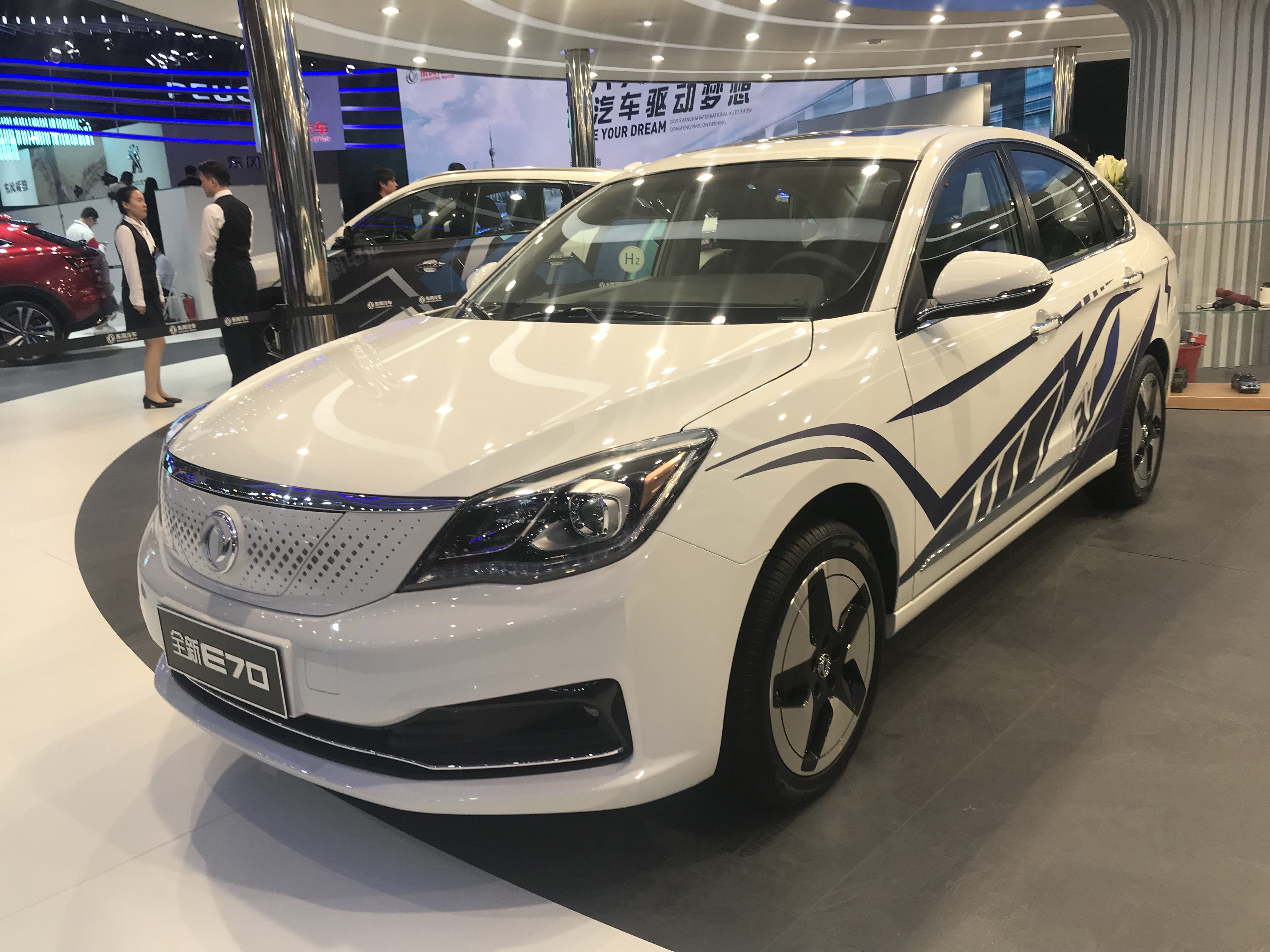
Aeolus E70, 2019 - н.в.
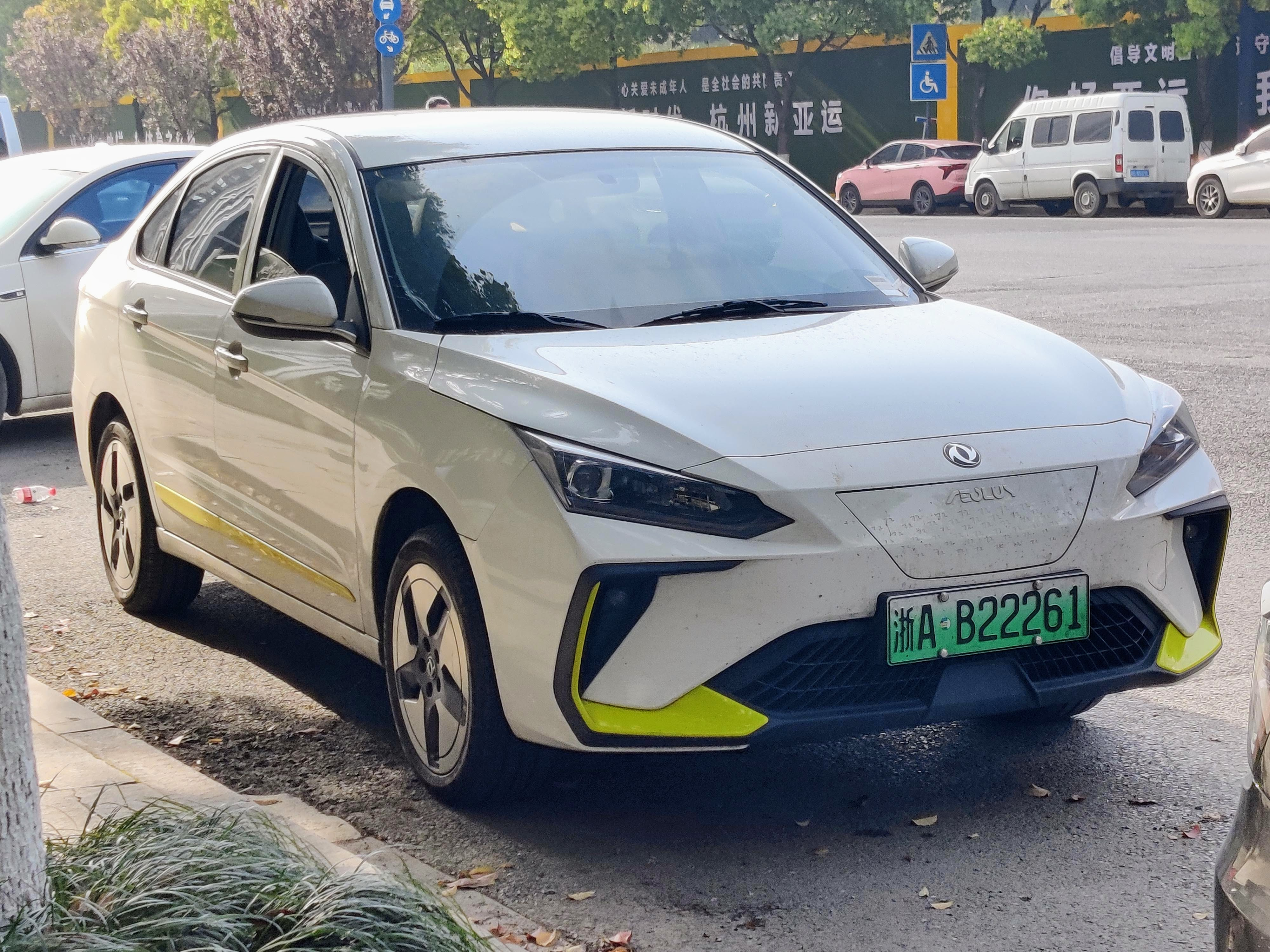
Aeolus E70 Pro, 2022 - н.в.
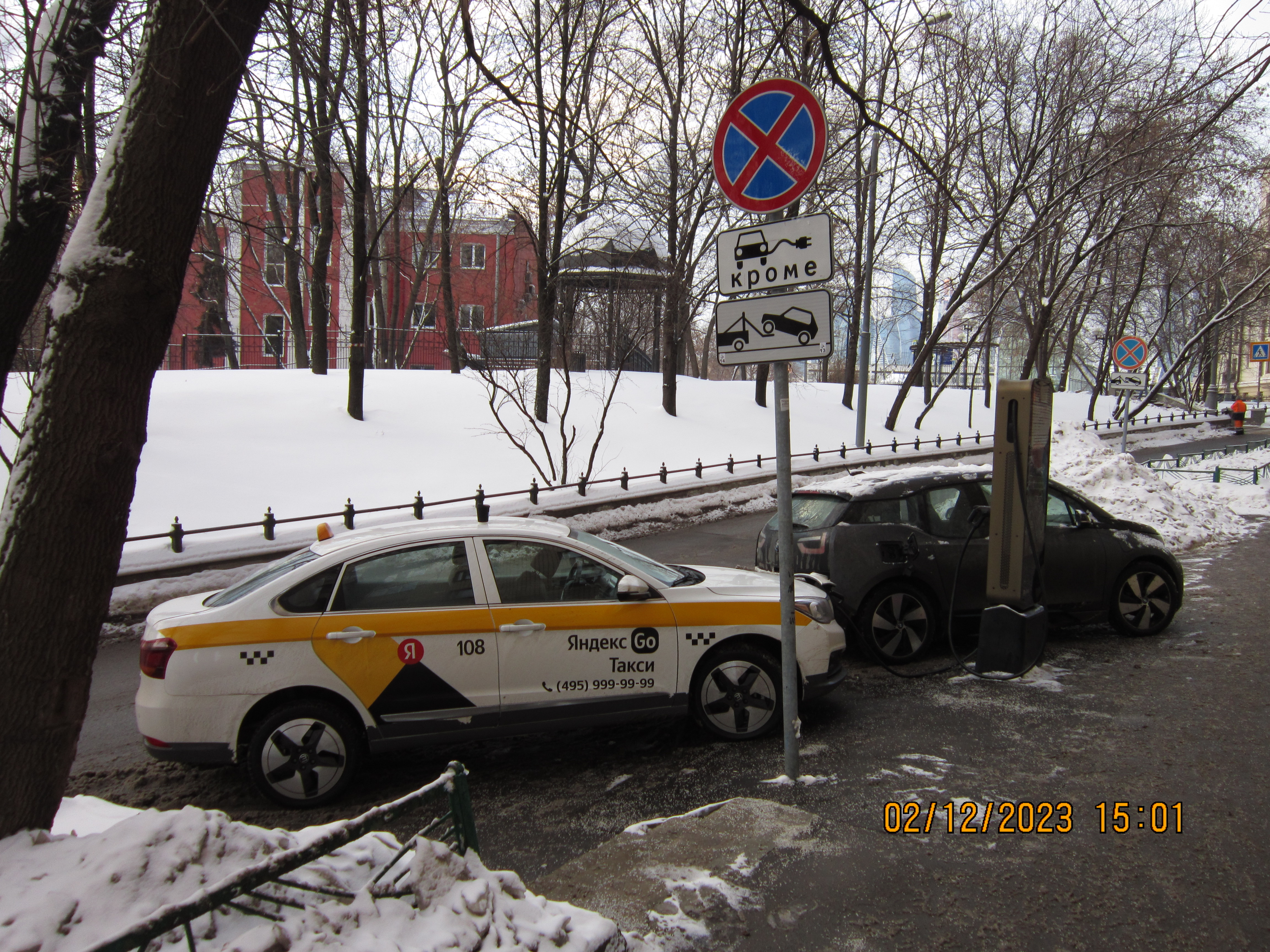
Электротакси Evolute i-PRO на зарядке в Москве